# بوصير غافثي الأوراق
البوصير غافثي الأوراق (باللاتينية: Verbascum agrimoniifolium) نوع نباتي يتبع جنس البوصير من الفصيلة الغدبية.

## الموئل والانتشار
موطنه بلاد الشام وتركيا وأرمينيا.

## مرادفات للاسم العلمي
- (باللاتينية: Celsia agrimoniaefolia C. Koch)
- (باللاتينية: Celsia heterophylla Desf.)
- (باللاتينية: Verbascum heterophyllum Kuntze)